# Státní muzeum (Goa)

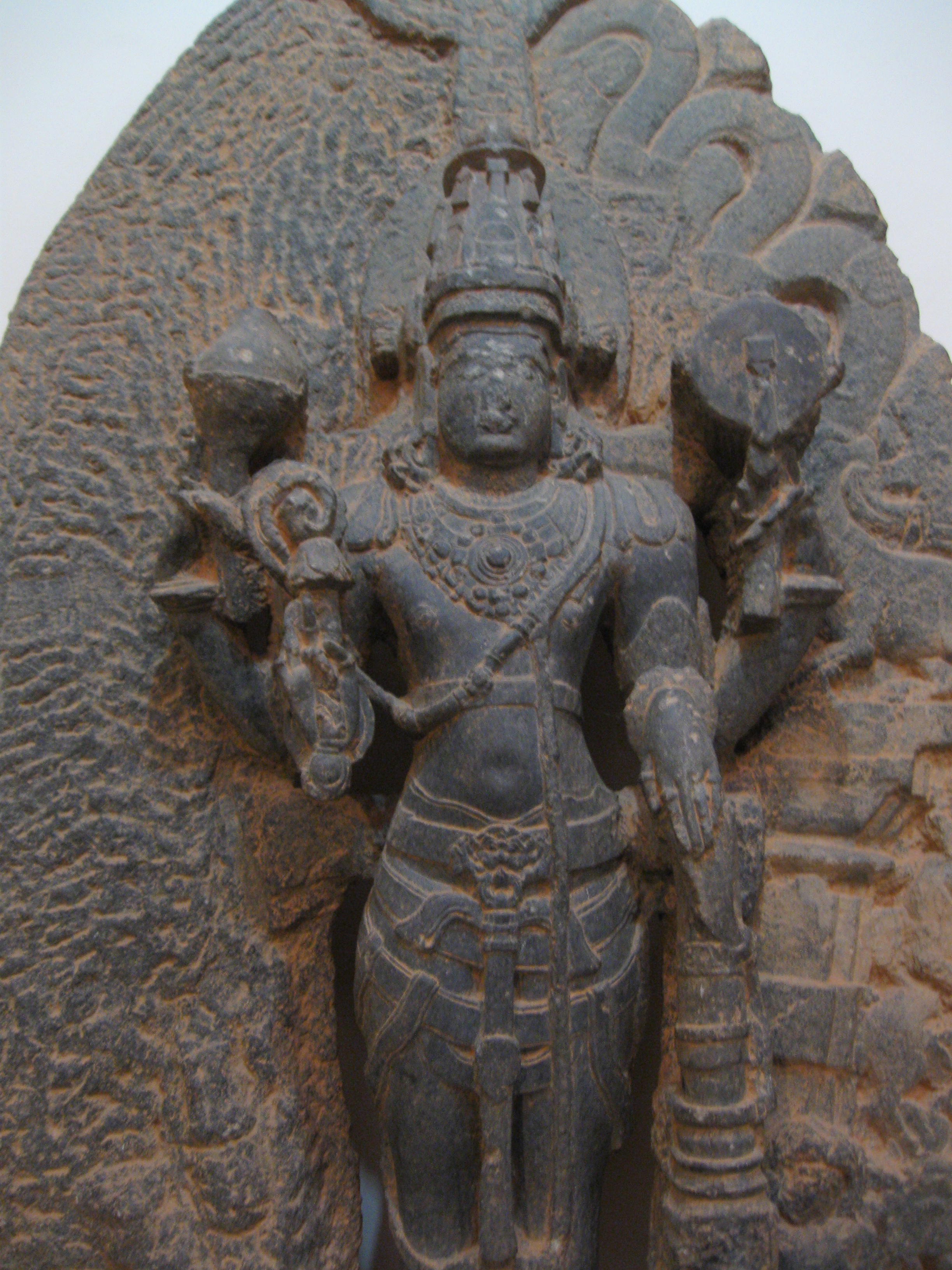
Socha, Státní muzeum Goa

Státní muzeum v Goe, také známé jako Státní archeologické muzeum v Panadží, je muzeum v indickém státě Goa, v současném hlavním městě Panadží. Muzeum bylo založeno v roce 1977 a obsahuje oddělení zabývající se starověkou historií a archeologií, uměním, řemesly a geologií. V muzeu bylo v roce 2008 vystaveno asi 8 000 artefaktů, včetně kamenných soch, dřevěných předmětů, řezbářství, bronzů, obrazů, rukopisů, vzácných mincí a antropologických předmětů. V současné době je muzeum umístěno v paláci Adily Šáha v Panadží. Někdejší prostory muzea v komplexu EDC v Pattu v Panadží byly zbořeny, aby uvolnily místo pro novou budovu muzea. 

## Vznik muzea
Muzeum bylo vytvořeno jako oddělení Archeologického muzea oddělení archivu v Goe v roce 1973 a otevřelo malé muzeum v pronajaté budově 29. září 1977. Po vybudování nového muzejního komplexu jej formálně slavnostně otevřel indický prezident 18. července 1996. Exponáty muzea poskytují informace o starodávných historických a kulturních tradicích v bývalé portugalské provincii Goe, které jsou tematicky vybrány tak, aby ukázaly různé aspekty historie a kultury nejen regionu Goa, ale v celé zemi.

## Galerie
Státní muzeum Goa má čtrnáct galerií, které jsou takto tematicky uspořádané: Galerie sochařství, Galerie křesťanského umění, Galerie historie tisku, Galerie umění Banerji, Galerie náboženského projevu, Galerie kulturní antropologie, Galerie současného umění, Galerie numismatiky, Galerie boje za svobodu v Goe, Galerie Menezes Braganza, Galerie nábytku, Galerie přírodního dědictví Goa, Galerie prostředí a rozvoje a Galerie geologie. Muzeum má asi 8 000 artefaktů představujících všechny regiony Indie a 645 předmětů vypůjčených z umělecké galerie Institutu Menezes Braganza Art a Kala Academy. 

## Sochařská galerie
Sochařská galerie převážně vystavuje artefakty hinduistických a jainských soch, včetně bronzů vytvořených od 4. do 8. století. Starověké sochy jsou Kubera, Yakshi, Uma a Mahishasuramardini z Netravali. Ukázány jsou dvě nedatované kamenné sochy z období jižní Silahary, jeden ze dvou válečníků z Kundai zvaných Kantadev, který byl dříve umístěn před chrámem Navadurga, a další ze Súrjů. který byl dříve součástí obcházení (Circumambulace -pradakshinapath ) Shri Chandreshwar Bhútnathského chrámu. V galerii se ukazuje také měděný štít krále Kadamby Viry Varmy na němž je patrný nápis z roku 1049. Jsou tu k vidění také bronzové sochy, které jsou kopiemi evropských umělců. 

## Křesťanská umělecká galerie

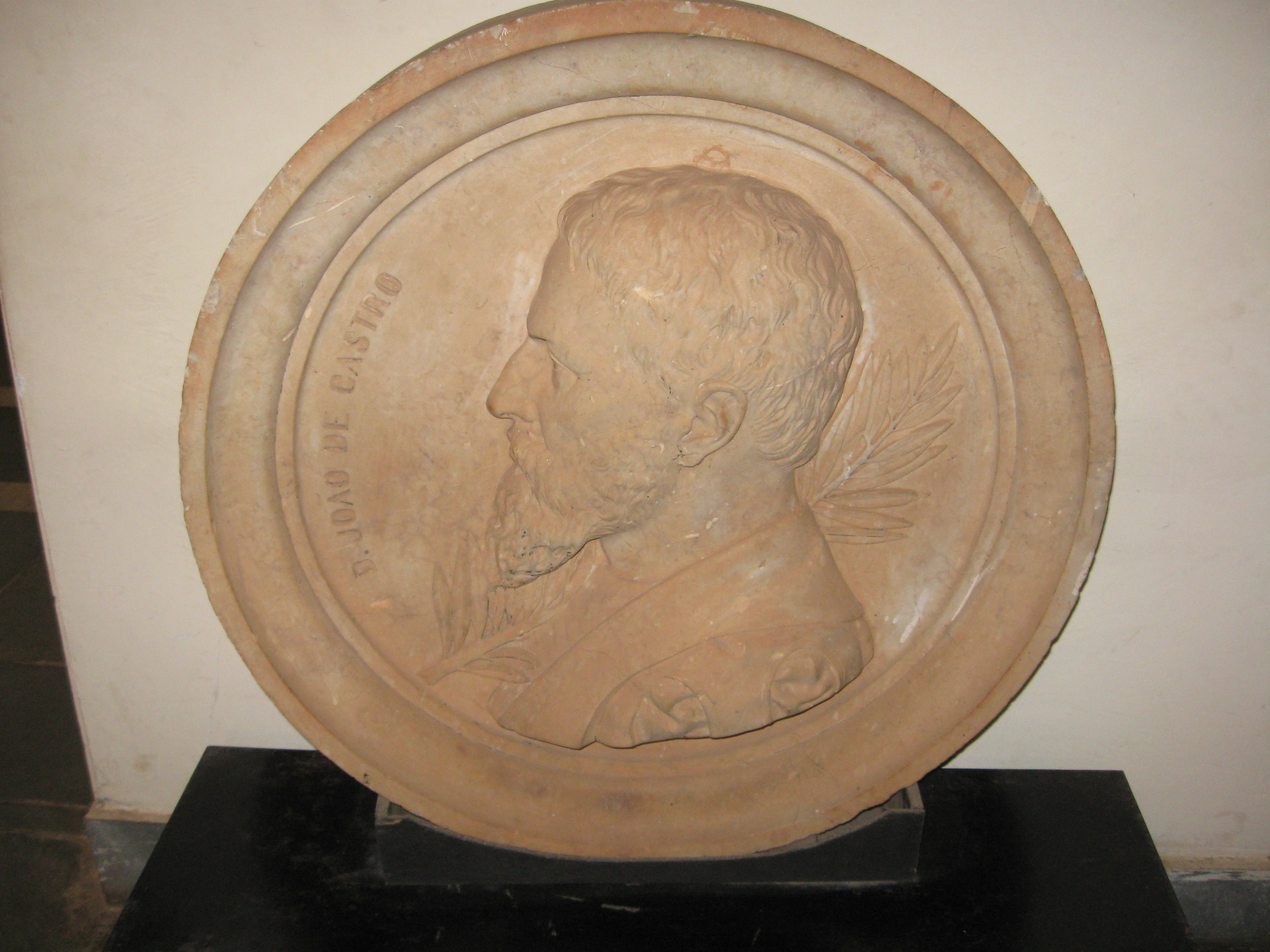
João de Castro

V Křesťanské umělecké galerii je vystaveno mnoho dřevěných soch světců, zbožné obrazy a také dřevěný nábytek z portugalského koloniálního období. Jsou tu umístěny nejrůznější sochy Panny Marie, Ježíše Krista a dalších svatých. Jsou tu také medailony portugalských velikánů Luíse de Camõese, Afonsa de Albuquerque a Doma Joãa de Castro, které byly dříve umístěny ve zdech městských zahrad, portréty portugalských guvernérů Goa a předsedů vlád. Lze tu zhlédnout také portréty portugalských vládců v Goe nebo portugalský znak. 

## Galerie Menezes Braganza
Tato galerie ukazuje kolekci západního, tedy evropského malířství a bronzové sochy z Menezes Braganza Gallery. 